# Paktika
Paktika (em pachto: پكتيكا, transl. Paktīkā) é uma província do Afeganistão. Sua capital é a cidade de Sharan. Sua população era de cerca de 413.800 em 2013.